# حمأة

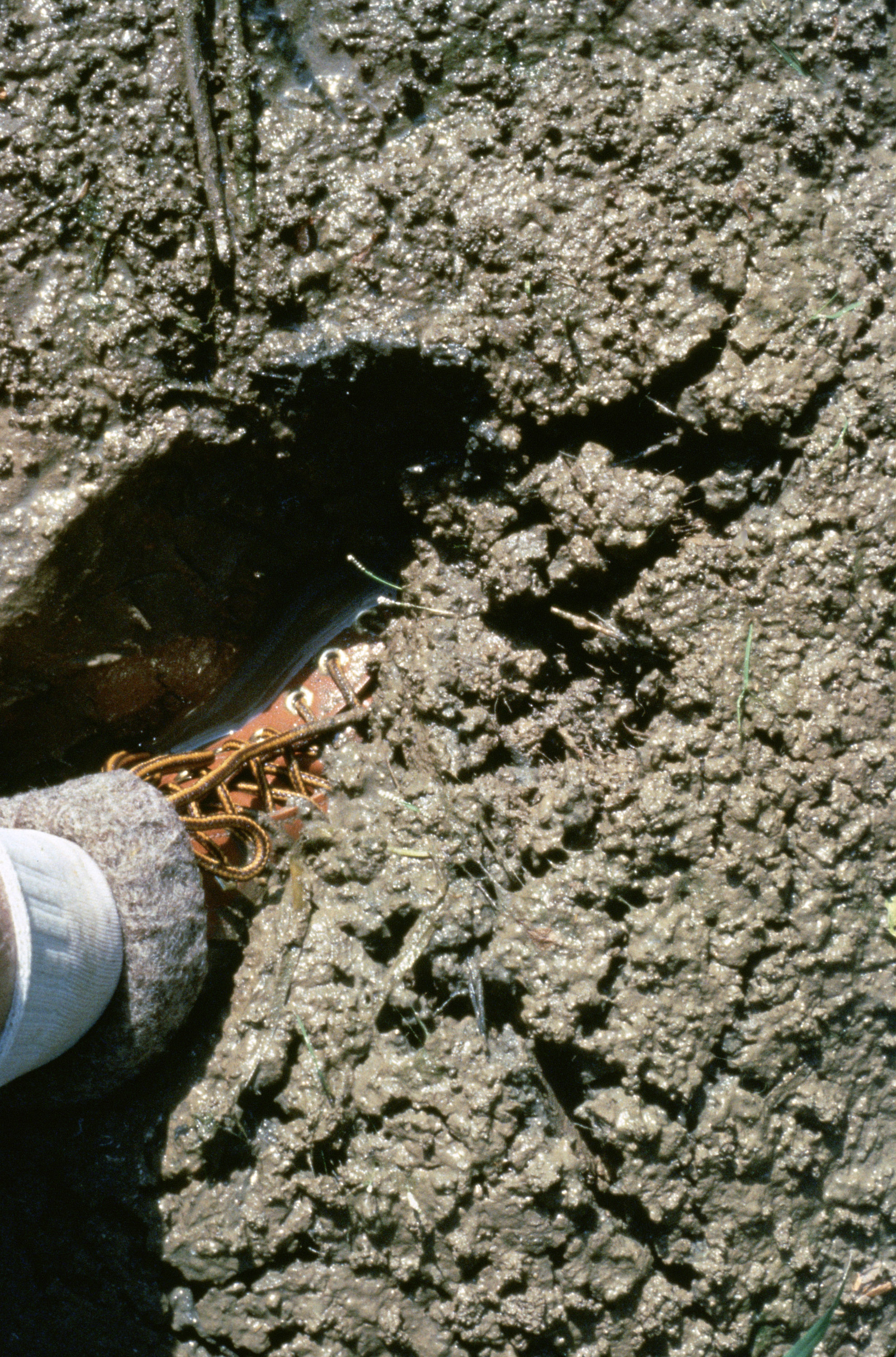
الحمأة

الحمأة أو الوحل (وتسمى الطين في سورية، وقد تسمى أيضا الكدارة) مخلفات ناتجة عن معالجة وتنقية المياه سواء في مياه الشرب أو مياه الصرف الصحي، تكون عبارة عن مزيج من المادة الصلبة والمياه الملوثة. تنتج الحمأة عن عمليات المعالجة المختلفة للمياه وتختلف صفاتها وتركيبها واسمها تبعاً لنوع ومرحلة المعالجة التي تسببت في إنتاجها.
الحمأة تنبع من عملية معالجة مياه الصرف الصحي. بسبب العمليات الفيزيائية والكيميائية التي تشارك في العلاج، والحمأة تميل إلى تركيز المعادن الثقيلة والمركبات العضوية القابلة للتحلل أثر سيئة وكذلك الكائنات المحرضة (الفيروسات والبكتيريا وغيرها) الموجودة في مياه الصرف مع ذلك الحمأة غنية بالمواد المغذية مثل النيتروجين والفوسفور والمواد العضوية تحتوي على قيمة يمكن أن يكون مفيدا عندما تنضب التربة أو تخضع لعوامل التعرية. المواد العضوية والمواد المغذية هما العناصر الرئيسية التي تجعل من انتشار هذا النوع من النفايات على الأرض كسماد أو محسن التربة العضوية مناسب.
تشير حمأة المجاري إلى المواد المتبقية، وشبه الصلبة التي يتم إنتاجها باعتباره المنتج من خلال معالجة مياه الصرف الصحي ومياه الصرف الصناعي أو البلدية. هو مصطلح يشير أيضا إلى الحمأة الناتجة عن معالجة مياه الصرف الصحي البسيطة ولكن يتم التوصل إلى أنظمة بسيطة في موقع الصرف الصحي مثل خزانات التعفين .